# Rohanschanze

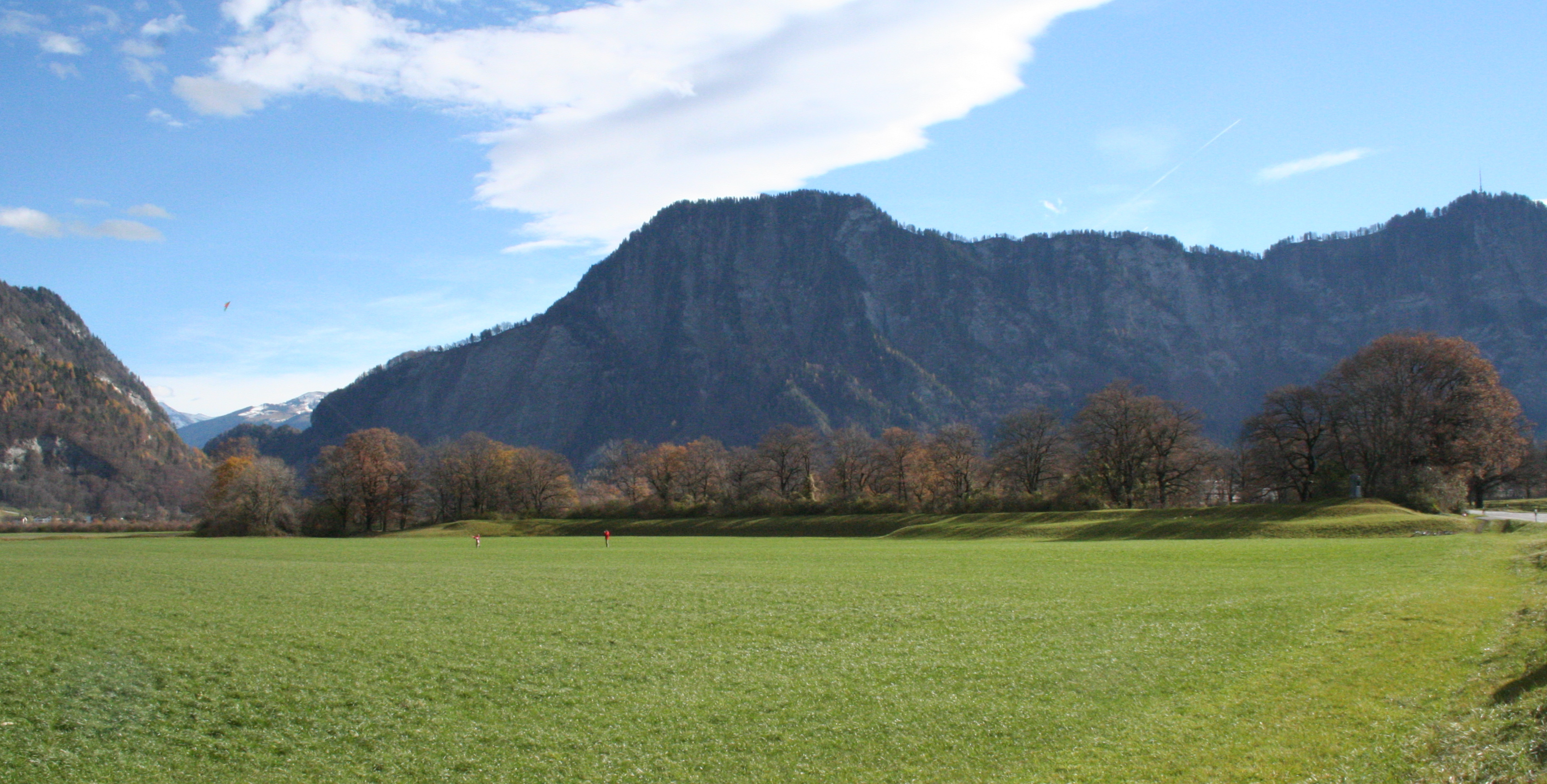
Ansicht von Norden

Die Rohanschanze oder auch Rheinschanze und Landquarter Schanze ist eine ehemalige sternförmige Verteidigungsanlage in der Bündner Herrschaft im Bündner Rheintal, die der französische Feldherr Herzog von Rohan zwischen 1631 und 1635 erbauen liess. Sie wird in der Liste der Kulturgüter von nationaler Bedeutung im Kanton Graubünden geführt, und ein Teil der Anlage ist als Trockenwiesen und -weiden von nationaler Bedeutung geschützt.

## Anlage

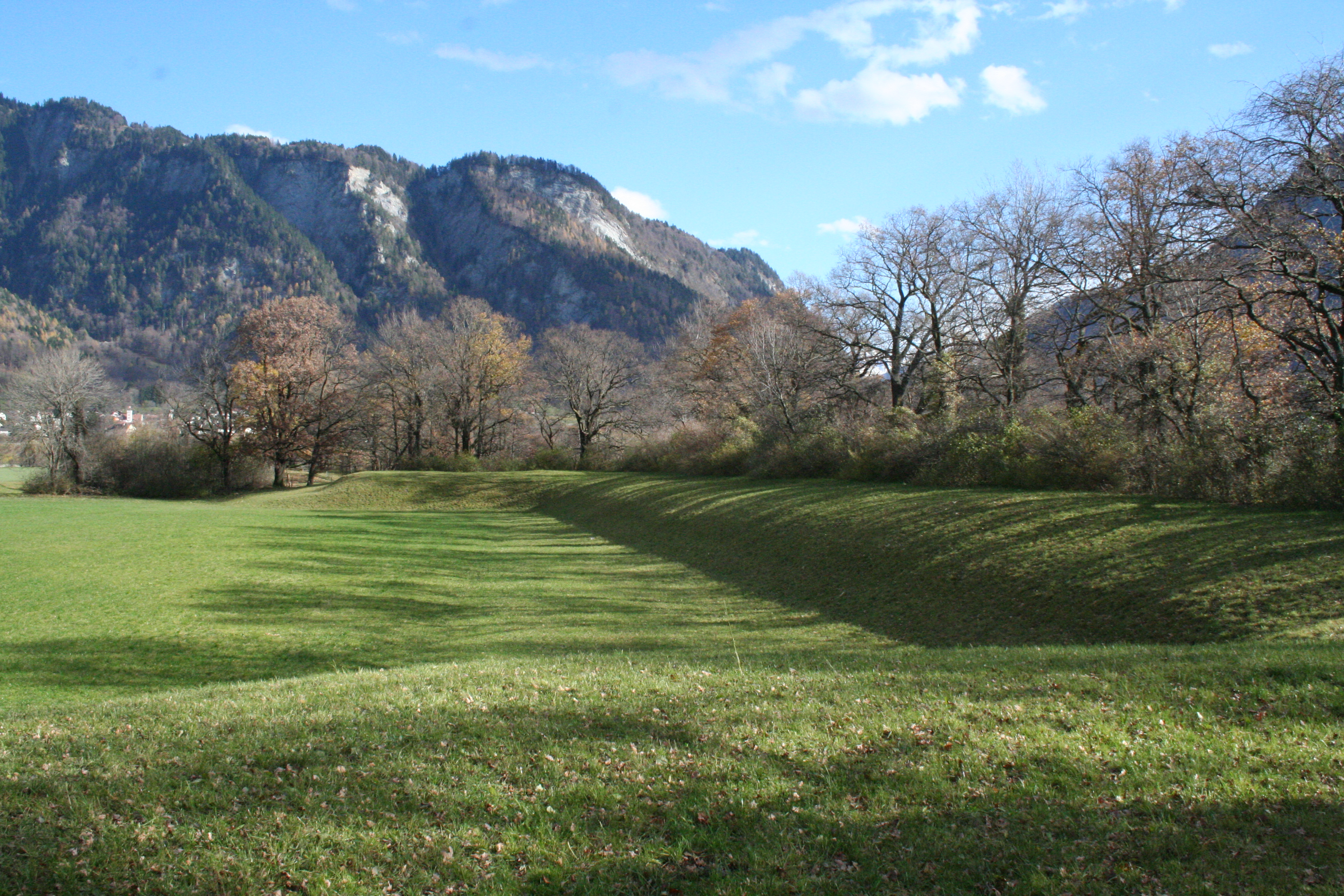
Wall auf der Nordseite

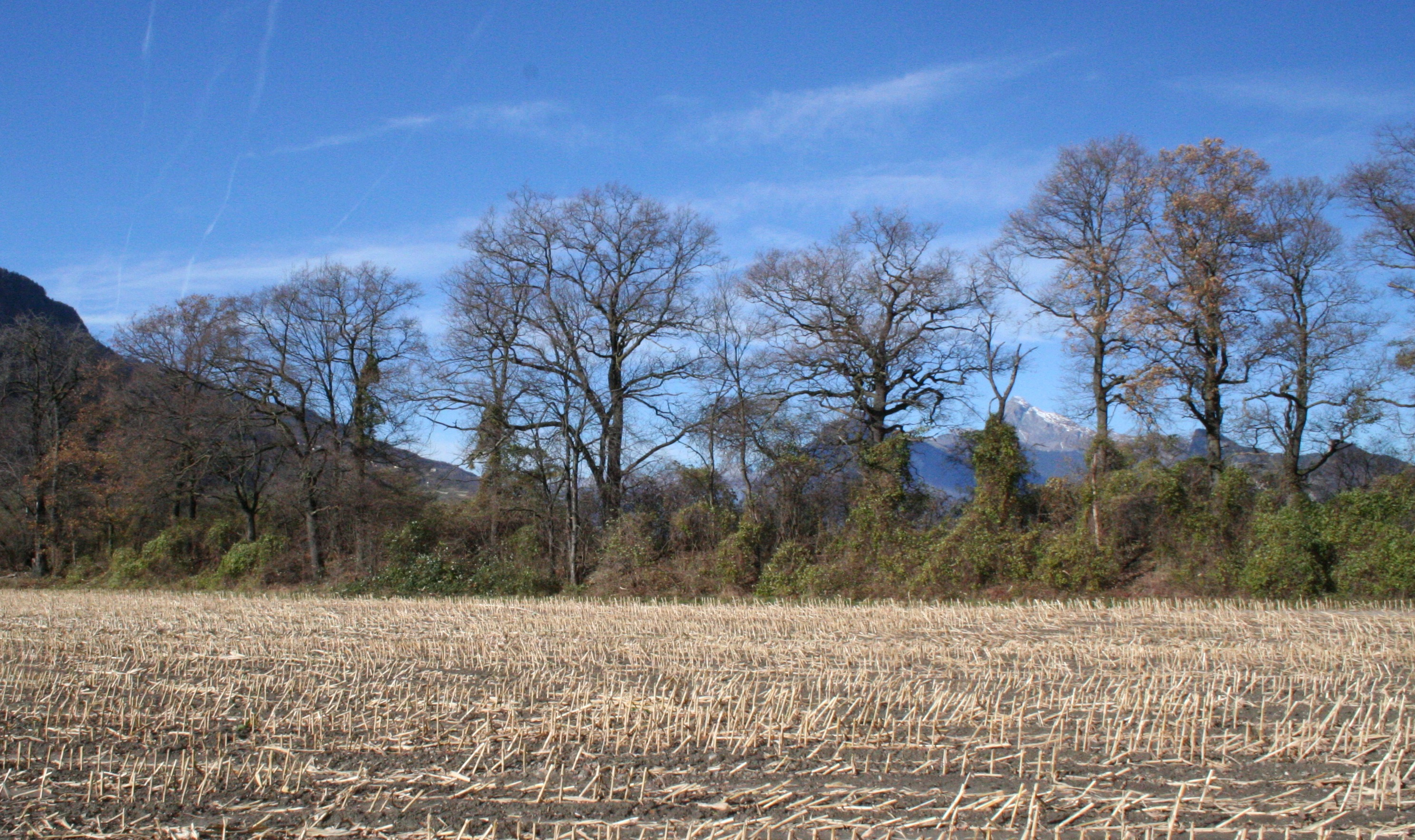
Nordseite Innenansicht

Die noch sichtbaren Reste der grossen Feldbefestigung liegen unmittelbar östlich der Verbindungsstrasse Landquart-Maienfeld (Schweizer Hauptstrasse 414) und nördlich der Bahnstrecke Landquart–Davos Platz auf dem Gemeindegebiet von Malans. Die später gebaute Landstrasse durchschneidet die Fläche der ehemaligen Erdwerke, die ursprünglich als planmässige Sternschanze einen quadratischen Platz mit acht ringsum angebauten Redouten und vorgelagerte Gräben umfasste. Erhalten ist auf der Nordseite noch ein hoher und auf der oberen Seite rund zehn Meter breiter Erdwall, der die ungefähre Lage der Festung im Gelände erahnen lässt. Die Ausdehnung der ziemlich regelmässig angelegten Anlage betrug rund 300 Meter in der Länge und etwa 420 Meter in der Diagonalen. An der Süd- und der Ostseite sind nur noch einige Hügel als Überreste der Befestigung zu erkennen. Gehölzstreifen und Baumgruppen wachsen auf einigen Abschnitten der ehemaligen Erdwerke.

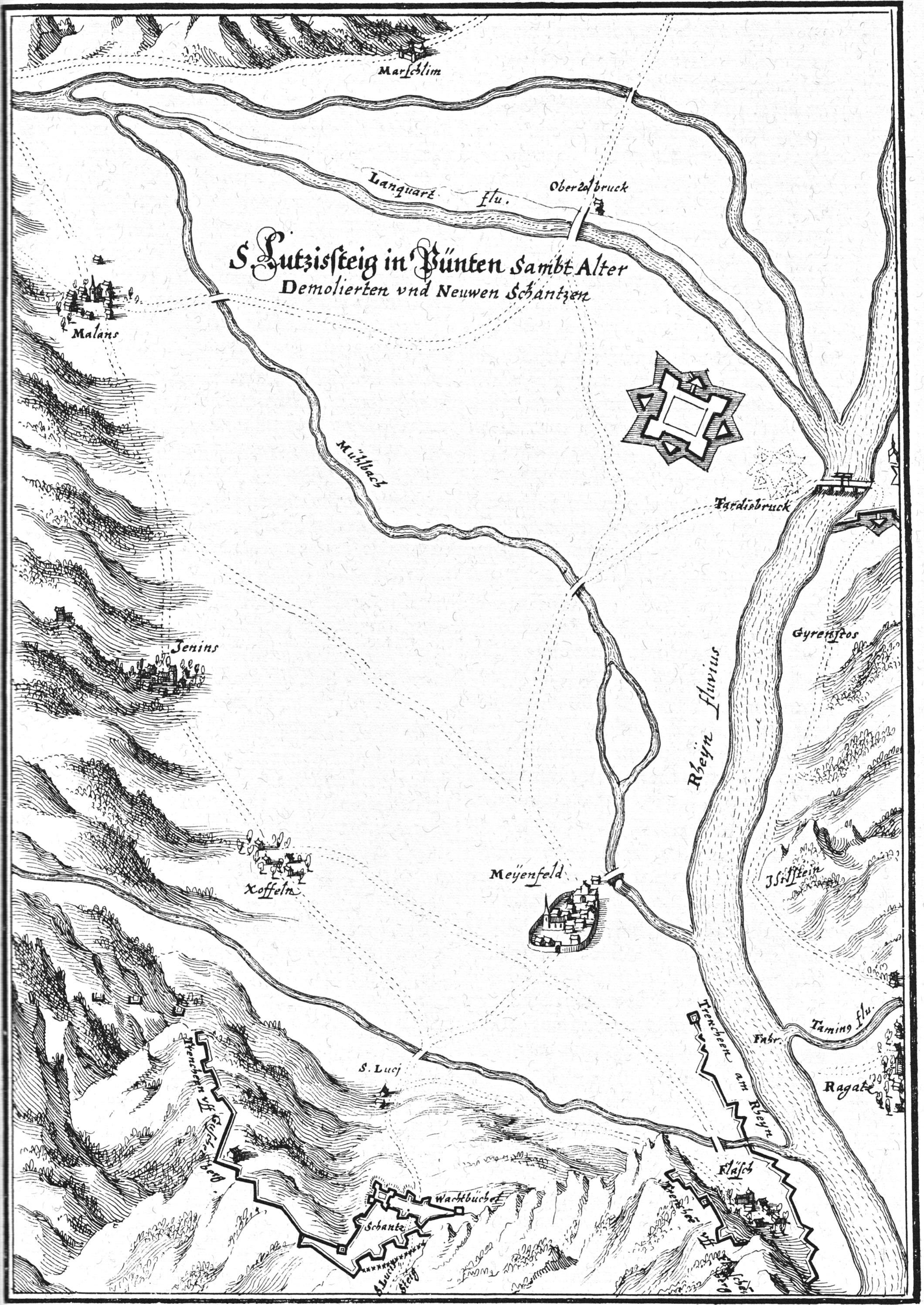
Karte der Bündner Herrschaft von 1653, mit der Rohanschanze rechts oben

## Geschichte
Während der Zeit des Dreissigjährigen Krieges (1618 bis 1648) kämpften in Europa einige protestantische und katholische Länder gegeneinander sowie die Habsburger gegen die Franzosen und deren Verbündete. Die Drei Bünde und ihr Untertanengebiet Veltlin waren während der Bündner Wirren ein wichtiges Transitgebiet für die von Mailand aus operierenden spanischen Habsburger und die von Osten kommenden Österreicher. 1631 rückte der französische Feldherr Herzog von Rohan mit einem Korps nach Graubünden ein, um den Befehl über die dort von Frankreich angeworbenen Truppen zu übernehmen. Mit Hilfe des Bündner Protestantenführers Jörg Jenatsch vertrieb er 1634 die Spanier und Österreicher aus dem Veltlin. Als die Franzosen das Veltlin danach nicht in die Freiheit entlassen wollten, wandte sich Jenatsch gegen Rohan. Dieser kontrollierte aus der 1631 bis 1635 unter der Bauleitung von Johannes Ardüser erbauten «Landquarter Schanze» bei den zwei einzigen Brücken in der Bündner Herrschaft über den Rhein und die Landquart nahezu den gesamten Nord-Süd-Verkehr.
Der von einigen Bündner Politikern im Geheimen gegründete Kettenbund plante 1637 den Widerstand gegen die Besetzung des Landes durch Rohan. Am 21. März 1637 marschierten die Bündner überraschend mit 3000 Mann vor der Schanze auf. Weil Rohan damals nur gerade 1000 französische Soldaten zur Verfügung standen, musste er die Aufgabe der Befestigung und den Rückzug anordnen. Die Erdwerke wurden später von den Bündern zum grössten Teil geschleift.

## Gedenkstein

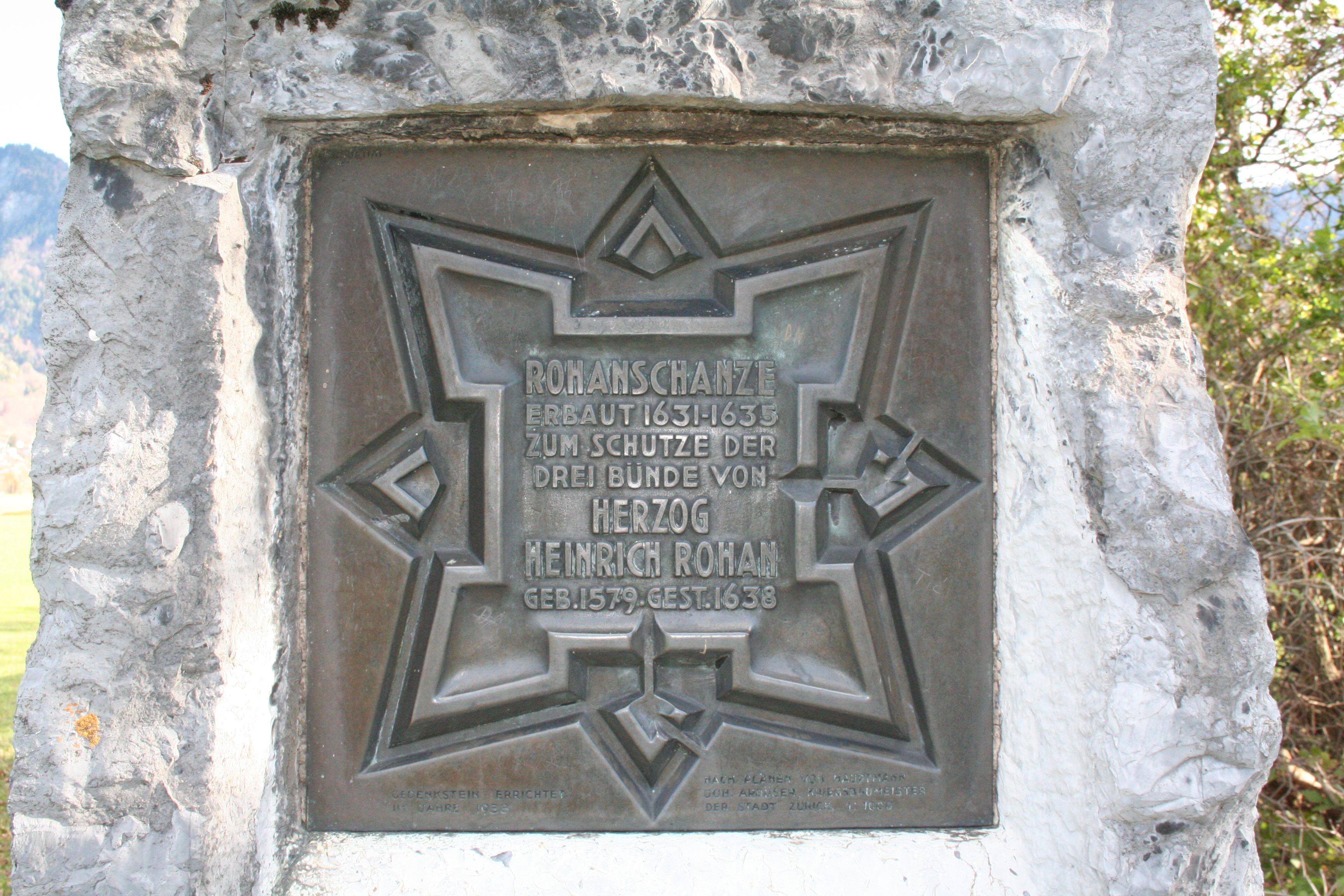
Plan der Anlage auf dem Gedenkstein

An der Kantonsstrasse Landquart-Maienfeld (Hauptstrasse 414) steht ein 1938 errichteter Gedenkstein mit der Inschrift Erbaut 1631 bis 1635 zum Schutze der Drei Bünde von Herzog Heinrich Rohan. Er zeigt die Form der Anlage im Massstab 1 : 1000.